# ماراواناگودا
ماراواناگودا (به لاتین: Marawanagoda) یک منطقهٔ مسکونی در سری‌لانکا است که در استان مرکزی (سری‌لانکا) واقع شده‌است.